# Orlando Stadium
Orlando Stadium – stadion piłkarski w Soweto, w aglomeracji Johannesburga, w Republice Południowej Afryki.

## Charakterystyka
Może pomieścić 40 000 widzów. Został wybudowany w latach 2006–2008 w miejscu dawnego Orlando Stadium i zainaugurowany 22 listopada 2008 roku. Swoje spotkania na obiekcie rozgrywają piłkarze klubu Orlando Pirates. 29 maja 2010 roku stadion gościł finał rozgrywek Super Rugby (Bulls – Stormers 25:17). 10 czerwca 2010 roku, dzień przed rozpoczęciem piłkarskich Mistrzostw Świata 2010 na arenie odbył się oficjalny koncert inauguracyjny.